# Jacques Cassini

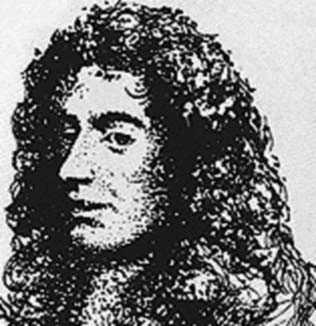
Jacques Cassini

Stemma famiglia Cassini

Jacques Cassini (Parigi, 18 febbraio 1677 – Thury-sous-Clermont, 16 aprile 1756) è stato un astronomo francese, figlio di Giovanni Domenico Cassini e di Ginevra de Laistre.

## Biografia
Egli studiò presso l'Osservatorio di Parigi (dove, si dice, sarebbe nato) prima di entrare al Collège Mazarin. Divenne studente all'Académie des Sciences nel 1694 poi succedette a suo padre come membro della stessa accademia nel 1712. Con suo padre, viaggiò molto e partecipò a molte osservazioni astronomiche e rilievi geodesici.
Ammesso alla Royal Society (1696) e nell'accademia di Berlino, divenne amico di Newton e Halley. Militante cartesiano, espresse un parere contrario alla teoria della planetarietà terrestre. 

Nel 1740 Cassini abbandonò la sua attività di scienziato e lasciò a suo figlio César-François Cassini la continuazione delle attività presso l'osservatorio.
Jacques Cassini si vide affidare carichi amministrativi importanti: Consigliere di Stato, magistrato alla camera  di giustizia.
Cassini descrisse il meridiano perpendicolare di Francia (Meridiano di Parigi), studiò inoltre l'inclinazione dei satelliti e degli anelli di Saturno.  
L'asteroide 24102 Jacquescassini è stato chiamato così in suo onore.

## Opere
- Della grandezza e figure della terra, del 1720
- (FR) Éléments d'astronomie, Paris, Imprimerie Royale, 1740.